# Morti nel 43 a.C.
| Questa pagina contiene informazioni ricavate automaticamente dalle voci biografiche con l'ausilio del template Bio e di un bot. L'aggiornamento è periodico e automatico e ricostruisce completamente la pagina. Se manca una persona in questa lista, sei pregato di non aggiungerla, ma accertati piuttosto che la sua voce biografica contenga il template Bio e che i dati anagrafici siano correttamente compilati. Se il template Bio manca, inseriscilo tu stesso o, in alternativa, metti l'avviso {{tmp\|Bio}} che ne segnala la mancanza. Se i dati riportati sono sbagliati, correggi direttamente la voce biografica; le modifiche saranno visibili in questa lista entro pochi giorni. Per chiarimenti vedi il progetto biografie. La lista contiene solo le 19 persone che sono citate nell'enciclopedia e per le quali è stato implementato correttamente il template Bio. Pagina aggiornata al 18 apr 2025. |

- 14 aprile - Decimo Carfuleno, militare e politico romano
- 21 aprile - Aulo Irzio, militare, storico e politico romano
- 23 aprile - Gaio Vibio Pansa, politico romano
- 7 dicembre - Marco Tullio Cicerone, avvocato, politico e scrittore romano (n. 106 a.C.)
- Lucio Ponzio Aquila, politico romano
- Azia maggiore, romana (n. 85 a.C.)
- Lucio Giulio Cesare, politico romano (n. 110 a.C.)
- Quinto Tullio Cicerone, politico romano (n. 102 a.C.)
- Erode Antipatro, funzionario ebreo antico
- Decimo Giunio Bruto Albino, politico e generale romano
- Decimo Laberio, drammaturgo romano (n. 106 a.C.)
- Gaio Licinio Verre, politico e militare romano
- Lucio Roscio Fabato, generale romano
- Lucio Minucio Basilo, militare e politico romano
- Quinto Pedio, militare e politico romano
- Publio Cornelio Dolabella, politico e militare romano
- Servio Sulpicio Rufo, oratore romano
- Servio Sulpicio Galba, politico e generale romano
- Gaio Trebonio, politico e militare romano